# لرجام
لرجام بلدية من بولاية تيسمسيلت الجزائرية.

## أصل التسمية
يذهب المؤرخون إلى أن الأصل في تسمية بلدية لرجام بهذا الاسم إلى الرّجم وهو كومة الأحجار الصغيرة وسبب وجودها يكون لتحديد علامة معينة كالحدود بين قطع الأراضي في المناطق الريفية أو للدلالة على المرور من منطقة إلى أخرى كما كان يفعل المجاهدين وقت الثورة المباركة وإطلاق هذا الاسم على البلدية يعود إلى عهد الأمير عبد القادر مؤسس الدولة الجزائرية الحديثة، الذي مر بالمنطقة ووجهه فرقة مجاهدة كانت تتبعه، بأنهم إذا رؤوا الرّجم (الحجارة الصغيرة المتراكمة) على الطريق المعين قد وقعت على بعضها فهذا دلالة على مروره بالمنطقة وإذا لم تتساقط فلم يمر وبالفعل مر الأمير عبد القادر على المنطقة واستقر بمنطقة (تازة) المسماة الآن دائرة برج الأمير عبد القادر بولاية تيسمسيلت لفترة ليست بالقصيرة وسميت منذ ذلك الوقت بالرّجم وتطورت الكلمة إلى الأرّجم ثم لرجام كما توالت عدة أسماء على المنطقة قبل وبعد هذه التسمية مثل (حد أولاد بوسليمان، سوق الحد) نسبة إلى سوقها الأسبوعي الذي كان مشهورا على مستوى الغرب الجزائري وأخيرا أستقر على الاسم الحالي وهو بلدية لرجام.

## الموقع الفلكي
```
تقـع بلدية لرجام فلكيا على خـط طول (1.30°) و (1.70°) شرقا، وبالنسبة لخط العرض (35.66°) و (36°) شمالا.
```

## الموقع الإداري
```
تقع بلدية لرجام شمال غرب ولاية تيسمسيلت ارتقت إلى دائرة سنة 1985 بعد التقسيم الإداري لهذه السنة، تضم أربع بلديات وهي: الملعب، سيدي العنتري، تملاحت، لرجام وهذه الأخيرة تقدر مساحتها بـ (266 كلم2) أي (26600 هكتار)، وهذا يعادل 8.44% من مساحة الولاية، وهي تحتل المرتبة الثانية بعد بلدية ثنية الحد، تحدها البلديات التالية:
```

- من الشمال: الأربعاء، الأزهرية.
- من الشمال الغربي: أولاد بن عبد القادر (ولاية الشلف)، الرمكة (ولاية غليزان).
- من الجنوب: سيدي العنتري، الملعب.
- من الشرق: برج بونعامة، تملاحت.

حدود البلدية مصادق عليها بقرار ولائي رقم 215 /86 مؤرخ في 20/04/1986.
تكوين البلدية ومشتملاتها وحدودها الإقليمية يحددها المرسوم 84/365 المؤرخ في 01 ديسمبر 1984 في مادته الأولى بالتالي: مـركز سوق الحد، أولاد بخـتة، أولاد عائشة، الحـوابي، كرارمة، أولاد الحاج، لعبايس، شراشمة، كرارمة العرعار، العرياس، خوادم، سحانين، غزلية، أولاد محمد، أولاد بوزيان، أولاد مابن، أولاد علي، جواهرة، أولاد عربية، عمامرة، بني زيتن، قواسم متكونة من: قــورة، أولاد بن يوسف، غروبات. 
المخطط التوجيهي للتهيئة والتعمير للبلدية مصادق عليه بالقرار الولائي رقم 192/97 بتاريخ 16 جويلية 1997.
لرجام: 
أصل التسمية:
يذهب المؤرخون إلى أن الأصل في تسمية بلدية لرجام بهذا الاسم إلى الرّجم وهو كومة الأحجار الصغيرة وسبب وجودها يكون لتحديد علامة معينة كالحدود بين قطع الأراضي في المناطق الريفية أو للدلالة على المرور من منطقة إلى أخرى كما كان يفعل المجاهدين وقت الثورة المباركة وإطلاق هذا الاسم على البلدية يعود إلى عهد الأمير عبد القادر مؤسس الدولة الجزائرية الحديثة، الذي مر بالمنطقة ووجهه فرقة مجاهدة كانت تتبعه، بأنهم إذا رؤوا الرّجم (الحجارة الصغيرة المتراكمة) على الطريق المعين قد وقعت على بعضها فهذا دلالة على مروره بالمنطقة وإذا لم تتساقط فلم يمر وبالفعل مر الأمير عبد القادر على المنطقة واستقر بمنطقة (تازة) المسماة الآن دائرة برج الأمير عبد القادر بولاية تيسمسيلت لفترة ليست بالقصيرة وسميت منذ ذلك الوقت بالرّجم وتطورت الكلمة إلى الأرّجم ثم لرجام كما توالت عدة أسماء على المنطقة قبل وبعد هذه التسمية مثل (حد أولاد بوسليمان، سوق الحد) نسبة إلى سوقها الأسبوعي الذي كان مشهورا على مستوى الغرب الجزائري وأخيرا أستقر على الاسم الحالي وهو بلدية لرجام.
تاريخ إنشاء البلدية:
ظهرت مدينة لرجام سنة 1853 حينما إتخذها الاستعمار الفرنسي مركزا استعماريا، لكن تشير الفرضيات أن أصول نشأتها تعود إلى فترة تواجد الرومان بالمنطقة وذلك لوجود بعض الآثار وبقايا المخططات، تدل على مرور الرومان بالمنطقة، ويعود تاريـخ إنشاء البلدية إداريا في الفترة الاستعمارية يوم: 28 جوان 1956.
ورقم تعريفها الإحصــائي هــو: 098438065079703 ورمزها الجغرافي هو: (3806) أما رمزها البريدي تغيير مؤخرا وأصبح الرمز الجديد هو: (38002).

## عدد وأصل السكان
يبلغ عدد السكان في دائرة لرجام حوالي 40 ألف نسمة

## تاريخ البلدية
أول من استطاع الأستقرار في هذه المدينة الصغيرة هو صالح غالب والشيخ الزواوي الكبير وبعدها تم التعمير من مختلف القرى المجاورة
شاركت أهل البلدية في ثورة نوفمبر 1954 ودفعن من أبناءها مالا يحصى ولا يعد من أجل تحرير الوطن
وخير مثال على ذلك... معركة باب البكوش كما أن مقبرة باب بكوش ثاني مقبر في جزائر
كما ان لرجام هي أجمل بلدية في ولاية تيسمسيلت ونرجو من زيارتكم في اقرب وقت